# Список песен мультсериала «Дружба — это чудо»

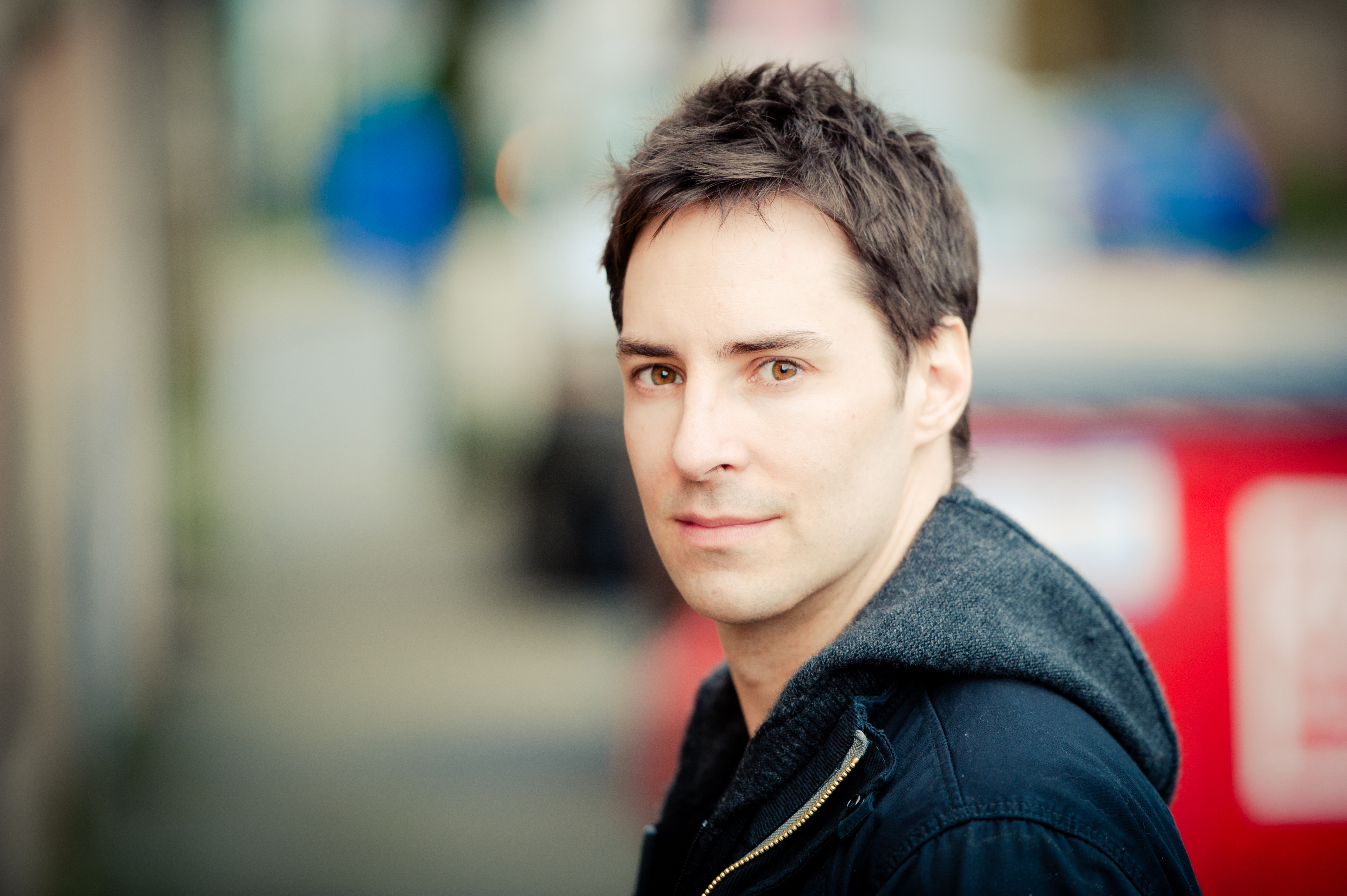
Дэниел Ингрэм, композитор почти всех песен, представленных в «Дружба — это чудо».

«Дружба — это чудо» анимационный детский телесериал на основе линии игрушек My Little Pony, созданный американским производителем игрушек и игр Hasbro. В шоу также присутствуют музыкальные элементы, в том числе песни, исполняемые на экране его персонажами в нескольких эпизодах.
Всего в течение девяти сезонов в сериале было представлено 107 оригинальных песен, не считая главной темы «Friendship Is Magic» и песен из фильма «My Little Pony в кино» 2017 года. Почти все песни, представленные в шоу, были написаны Дэниелом Ингрэмом. Он также стал главным автором текстов песен шоу, начиная со второго сезона; другие известные авторы текстов включают Эми Китинг Роджерс, М.А. Ларсона и шоураннера сериала Меган Маккарти. Тексты песен часто написаны или сонаписаны с сценаристом эпизода, в котором они исполнены.

## ТВ сериал

### 1 сезон (2010–11)
| #  | Название                            | Эпизод                 | Музыка                         | Текст              | Исполнитель (персонаж)1 | Бэк-вокал                                                                                | Ситуация |
| -- | ----------------------------------- | ---------------------- | ------------------------------ | ------------------ | --- | ---------------------------------------------------------------------------------------- | --- |
| 1  | "The Laughter Song"                 | Магия дружбы. Часть 2  | Дэниел Ингрэм                  | Лорен Фауст        | Шеннон Чан-Кент (Пинки Пай) | -                                                                                        | Поскольку Искорка, Эпплджек, Рарити, Флаттершай и Радуга Дэш напуганы Вечнозеленым лесом, Пинки Пай убеждает их смеяться над страшными вещами.                                                                        |
| 2  | "Pinkie's Gala Fantasy Song"        | Приглашение на бал     | Дэниел Ингрэм                  | Лорен Фауст        | Шеннон Чан-Кент (Пинки Пай) | -                                                                                        | Пинки Пай фантазирует о предстоящем Грандиозном бале Гала-концерте. |
| 3  | "The Ticket Song"                   | Приглашение на бал     | Дэниел Ингрэм                  | Лорен Фауст        | Шеннон Чан-Кент (Пинки Пай) | Тара Стронг (Сумеречная Искорка)2                                                        | Пинки Пай пытается убедить Искорку дать ей дополнительный билет на Грандиозный бал Гала-концерт. |
| 4  | "Hop Skip and Jump Song"            | Укрощение дракона      | Уильям Андерсон                | Меган Маккарти     | Андреа Либман (Пинки Пай)2 | -                                                                                        | Пинки Пай пытается убедить Флаттершай перепрыгнуть через пропасть. |
| 5  | "Evil Enchantress Song"             | У страха глаза велики  | Уильям Андерсон                | Эми Китинг Роджерс | Либман (Пинки Пай),2 Блу Манкума (Флаттершай)                                                                                            | -                                                                                        | Пинки Пай поет песню о злой Зекоре. Позже в эпизоде она не может говорить из-за волшебного растения и заставляет Флаттершай (у которой теперь глубокий мужской голос из-за того же растения) спеть эту песню для нее. |
| 6  | "Winter Wrap Up"                    | Последний день зимы    | Дэниел Ингрэм                  | Синди Морроу       | Эшли Болл (Радуга Дэш, Эпплджек), Чан-Кент (Пинки Пай), Кадзуми Эванс (Рарити), Ребекка Шойкет (Сумеречная Искорка), Либман (Флаттершай) | Понивилль                                                                                | Понивилль готовится к своему ежегодному зимнему завершению и предстоящему приходу весны. |
| 7  | "Cupcake Song"                      | Отличительные знаки    | Дэниел Ингрэм                  | Меган Маккарти     | Чан-Кент (Пинки Пай) | -                                                                                        | Пинки Пай учит Эппл Блум, как делать кексы. |
| 8  | "Art of the Dress"                  | Рождённая для успеха   | Дэниел Ингрэм                  | Шарлотта Фуллертон | Эванс (Рарити) | Шойкет (Сумеречная Искорка), Либман (Пинки Пай, Флаттершай), Болл (Радуга Дэш, Эпплджек) | Рарити делает платья для своих друзей. Позже, в эпизоде, у нее возникли проблемы с выполнением их требований. |
| 9  | "Hush Now Lullaby"                  | Мастер взгляда         | Дэниел Ингрэм                  | Крис Савино        | Либман (Флаттершай) Мишель Кребер (Крошка Белль)                                                                                         | Шойкет3                                                                                  | Флаттершай поет колыбельную Искателям знаков отличия, чтобы помочь им уснуть. После этого Крошка Белль поет очень громкую и энергичную репризу.                                                                       |
| 10 | "Cutie Mark Crusaders Song"         | Шоу талантов           | Дэниел Ингрэм                  | Синди Морроу       | Мадлен Питерс (Скуталу) | Кребер (Эппл Блум, Крошка Белль)                                                         | Искатели исполняют музыкальный номер для публики, во время которого все идет не так. |
| 11 | "You Got to Share, You Got to Care" | Яблоки раздора         | Дэниел Ингрэм                  | Дейв Польски       | Чан-Кент (Пинки Пай) | -                                                                                        | Пинки Пай поет, чтобы убедить жителей Эппллузы и их врагов, стадо буйволов, дружить. |
| 12 | "So Many Wonders"                   | История знаков отличия | Дэниел Ингрэм                  | М. А. Ларсон       | Либман (Флаттершай) | -                                                                                        | Молодая Флаттершай впервые обнаруживает животных. |
| 13 | "Pinkie Pie's Singing Telegram"     | День рождения          | Дэниел Ингрэм                  | Меган Маккарти     | Чан-Кент (Пинки Пай) | -                                                                                        | Пинки Пай приглашает остальную часть the Mane Six на день рождения своего любимого аллигатора Зубастика. |
| 14 | "At the Gala"                       | Самый лучший вечер     | Дэниел Ингрэм                  | Эми Китинг Роджерс | Шойкет (Сумеречная Искорка), Либман (Флаттершай), Болл (Радуга Дэш, Эпплджек), Эванс (Рарити), Чан-Кент (Пинки Пай)                      | The Cypress Singers (гости Гала-концерта)                                                | Каждая из the Mane Six описывает свои ожидания и намерения на Грандиозном бале Гала-концерте. |
| 15 | "I'm at the Grand Galloping Gala"   | Самый лучший вечер     | Уильям Андерсон                | Эми Китинг Роджерс | Либман (Пинки Пай) | -                                                                                        | Пинки поет о своей радости быть на Грандиозном бале Гала-концерте. |
| 16 | "Pony Pokey"                        | Самый лучший вечер     | Дэниел Ингрэм, Уильям Андерсон | Эми Китинг Роджерс | Либман (Пинки Пай) | -                                                                                        | Пинки Пай пытается улучшить настроение на Грандиозном бале Гала-концерте, в то время как остальные из the Mane Six сталкиваются со своими проблемами.                                                                 |

1В случае, если несколько персонажей предоставляют ведущий вокал, исполнители перечислены в порядке, в котором их персонажи (первыми из персонажей, если они озвучивают несколько) начинают петь.
2Не тот человек, который обычно озвучивает персонажа в песнях; это разговорный вокал.
3Исполнитель не изображает персонажа.

### 2 сезон (2011–12)
| #  | Название                                            | Эпизод                             | Музыка                         | Текст                             | Исполнитель (персонаж)1 | Бэк-вокал | Ситуация |
| -- | --------------------------------------------------- | ---------------------------------- | ------------------------------ | --------------------------------- | --- | --- | --- |
| 1  | "Find a Pet Song"                                   | Пусть лучший победит!              | Дэниел Ингрэм                  | Шарлотта Фуллертон, Кевин Рубио   | Андреа Либман (Флаттершай), Эшли Болл (Радуга Дэш) | - | Флаттершай пытается найти для Радуги Дэш питомца. Поначалу Радуга Дэш, хотя и не убедившаяся в этом, вскоре оказывается поражена возможностями, с помощью которых она решает организовать гонку, чтобы определить, кто станет ее питомцем. |
| 2  | "Becoming Popular (The Pony Everypony Should Know)" | Пони из высшего общества           | Дэниел Ингрэм                  | Меган Маккарти, Дэниел Ингрэм     | Кадзуми Эванс (Рарити) | Ребекка Лам3 | Рарити поет о том, как она хочет стать популярной и знаменитой в Кантерлоте. |
| 3  | "The Heart Carol"                                   | Канун Дня горящего очага           | Дэниел Ингрэм                  | Мерриуизер Уильямс                | Хор (Ребекка Шойкет (Сумеречная Искорка), Эшли Болл (Радуга Дэш, Эпплджек), Шеннон Чан-Кент (Пинки Пай), Эванс (Рарити), Андреа Либман (Флаттершай), Кэти Уэслак (Спайк), Мишель Кребер (Эппл Блум, Крошка Белль), Мадлен Питерс (Скуталу))4 | Хор (Ребекка Шойкет (Сумеречная Искорка), Эшли Болл (Радуга Дэш, Эпплджек), Шеннон Чан-Кент (Пинки Пай), Эванс (Рарити), Андреа Либман (Флаттершай), Кэти Уэслак (Спайк), Мишель Кребер (Эппл Блум, Крошка Белль), Мадлен Питерс (Скуталу))4 | Персонажи представляют игру о происхождении Кануна Дня горящего очага. |
| 4  | "Happy Monthiversary"                               | Новорожденные пони                 | Дэниел Ингрэм                  | Шарлотта Фуллертон                | Шеннон Чан-Кент (Пинки Пай) | - | Пинки Пай празднует месячную годовщину рождения маленьких Кейков. |
| 5  | "Piggy Dance"                                       | Новорожденные пони                 | Дэниел Ингрэм                  | Эми Китинг Роджерс                | Шеннон Чан-Кент (Пинки Пай) | - | Пинки Пай пытается развлечь маленьких Кейков. |
| 6  | "The Flim Flam Brothers"                            | Сверхскоростная соковыжималка 6000 | Дэниел Ингрэм                  | Дэниел Ингрэм, М. А. Ларсон       | Сэмюэл Винсент (Флим), Скотт Макнейл (Флэм), Табита Сен-Жермен (Бабуля Смит) | Толпа (хор) | Братья Флим и Флэм представляют свое изобретение, Сверхскоростная соковыжималка 6000, мучимым жаждой населению Понивилля, но Бабуля Смит сомневается в этом.                                                                               |
| 7  | "The Perfect Stallion"                              | День Сердец и Копыт                | Дэниел Ингрэм                  | Меган Маккарти                    | Кребер (Эппл Блум, Крошка Белль), Питерс (Скуталу) | - | Искатели знаков отличия пытаются найти особенного пони для своей учительницы Чирайли. |
| 8  | "Smile Song"                                        | Настоящий друг                     | Дэниел Ингрэм                  | Эми Китинг Роджерс                | Чан-Кент (Пинки Пай) | Понивилль | Пинки Пай поет о том, как сильно она любит делать других счастливыми. |
| 9  | "Cranky Doodle Donkey"                              | Настоящий друг                     | Дэниел Ингрэм                  | Дэниел Ингрэм, Эми Китинг Роджерс | Чан-Кент (Пинки Пай) | - | Пинки пытается подружиться с ослом Крэнки Дудлом. |
| 10 | "Welcome Song"                                      | Настоящий друг                     | Дэниел Ингрэм                  | Эми Китинг Роджерс                | Чан-Кент (Пинки Пай) | - | Пинки официально приветствует Крэнки в Понивилле. |
| 11 | "Cranky Doodle Joy"                                 | Настоящий друг                     | Дэниел Ингрэм, George M. Cohan | Эми Китинг Роджерс                | Чан-Кент (Пинки Пай) | Ричард Ньюман (Крэнки Дудл), Бренда Кричлоу (Матильда) | Пинки радуется, поскольку она может помочь Крэнки. |
| 12 | "B.B.B.F.F."                                        | Свадьба в Кантерлоте. Часть 1      | Дэниел Ингрэм                  | Меган Маккарти                    | Ребекка Шойкет (Сумеречная Искорка) | Болл (Радуга Дэш, Эпплджек), Чан-Кент (Пинки Пай), Эванс (Рарити), Либман (Флаттершай) | Искорка поёт о ее старшем брате Шайнинге Арморе, ее бывшем "СБДН" (Старший Брат Друг Навсегда). Позже в этом эпизоде она отчаивается по поводу их испорченных отношений после того, как прогоняет его подозреваемую злую невесту.          |
| 13 | "This Day Aria, Part 1"                             | Свадьба в Кантерлоте. Часть 1      | Дэниел Ингрэм                  | Дэниел Ингрэм, Меган Маккарти     | Бритт Маккиллип (Принцесса Каденс, Королева Кризалис) | - | Замаскированная под Каденс, Кризалис планирует свои злые намерения для Шайнинга Армора во время их свадьбы, в то время как настоящая Каденс боится, что она не сможет спасти своего жениха.                                                |
| 14 | "This Day Aria, Part 2"                             | Свадьба в Кантерлоте. Часть 2      | Дэниел Ингрэм                  | Меган Маккарти                    | Кэтлин Барр (Королева Кризалис) | - | Кризалис, теперь в ее истинной форме, радуется своей абсолютной победе. |
| 15 | "Love Is in Bloom"                                  | Свадьба в Кантерлоте. Часть 2      | Дэниел Ингрэм                  | Меган Маккарти                    | Шойкет (Сумеречная Искорка) | - | Спасая день, герои наслаждаются свадебной церемонией Каденс и Шайнинга Армора. |

1В случае, если несколько персонажей предоставляют ведущий вокал, исполнители перечислены в порядке, в котором их персонажи (первыми из персонажей, если они озвучивают несколько) начинают петь.
3Исполнитель не изображает персонажа.
4Поскольку в песне только несколько персонажей, поющих в гармонии, нет и вокала как такового.

### 3 сезон (2012–13)
| #  | Название                            | Эпизод                         | Музыка                      | Текст                       | Исполнитель (персонаж)1 | Бэк-вокал | Ситуация |
| -- | ----------------------------------- | ------------------------------ | --------------------------- | --------------------------- | --- | --- | --- |
| 1  | "The Failure Song"                  | Кристальная Империя. Часть 1   | Дэниел Ингрэм               | Меган Маккарти              | Ребекка Шойкет (Сумеречная Искорка), Кэти Уэслак (Спайк)                                                                                       | - | Искорка опасается, что она может быть не готова к предстоящему вызову, который ей назначила Селестия.                                                                              |
| 2  | "The Ballad of the Crystal Empire"  | Кристальная Империя. Часть 1   | Дэниел Ингрэм               | Меган Маккарти              | Шойкет (Сумеречная Искорка), Эшли Болл (Радуга Дэш, Эпплджек), Кадзуми Эванс (Рарити), Андреа Либман (Флаттершай), Шеннон Чан-Кент (Пинки Пай) | Уэслак (Спайк) | The Mane Six изучает историю Кристальной Империи, чтобы найти способ ее спасти. |
| 3  | "The Success Song"                  | Кристальная Империя. Часть 2   | Дэниел Ингрэм               | Меган Маккарти              | Шойкет (Сумеречная Искорка), Эшли Болл (Радуга Дэш, Эпплджек), Кадзуми Эванс (Рарити), Андреа Либман (Флаттершай), Шеннон Чан-Кент (Пинки Пай) | Уэслак (Спайк) | The Mane Six радуется после того, как Искорка успешно справляются со своей задачей.                                                                                                |
| 4  | "Babs Seed"                         | Плохое яблоко                  | Дэниел Ингрэм, David Corman | Синди Морроу, Дэниел Ингрэм | Мишель Кребер (Эппл Блум, Крошка Белль), Мадлен Питерс (Скуталу)                                                                               | - | Искатели знаков отличия беспокоятся о Бэбс Сид, которая постоянно запугивает их.                                                                                                   |
| 5  | "Raise This Barn"                   | Слёт семьи Эппл                | Дэниел Ингрэм               | Синди Морроу                | Болл (Эпплджек), Кребер (Эппл Блум) | Табита Сен-Жермен (Бабуля Смит), UBC Singers (Семья Эппл)                                                                             | Семья Эппл работает вместе, чтобы починить сарай Эпплджек. |
| 6  | "Morning in Ponyville"              | Загадочное волшебное лекарство | Дэниел Ингрэм               | М. А. Ларсон                | Шойкет (Сумеречная Искорка) | - | Искорка просыпается утром и радуется, уверенная, что в Понивилле все будет хорошо.                                                                                                 |
| 7  | "What My Cutie Mark Is Telling Me"  | Загадочное волшебное лекарство | Дэниел Ингрэм               | М. А. Ларсон, Дэниел Ингрэм | Болл (Радуга Дэш, Эпплджек), Либман (Флаттершай), Чан-Кент (Пинки Пай), Эванс (Рарити)                                                         | - | Искорка бежит от каждого из ее друзей к другому, только чтобы обнаружить, что их знаки отличия поменялись и что все они борются со своей новой ситуацией.                          |
| 8  | "I've Got to Find a Way"            | Загадочное волшебное лекарство | Дэниел Ингрэм               | Дэниел Ингрэм               | Шойкет (Сумеречная Искорка) | - | Искорка обвиняет себя в заклинании переключения знаков отличия, которое сделало её друзей несчастными.                                                                             |
| 9  | "A True, True Friend"               | Загадочное волшебное лекарство | Дэниел Ингрэм               | Дэниел Ингрэм               | Шойкет (Сумеречная Искорка), Либман (Флаттершай), Болл (Радуга Дэш, Эпплджек), Эванс (Рарити)                                                  | Чан-Кент (Пинки Пай)2, Уэслак (Спайк), UBC Singers (Понивилль)                                                                        | После того, как Искорка нашла решение для заклинания, каждому члену The Mane Six присваивается реальный знак отличия, и она помогает другому члену получить свой собственный знак. |
| 10 | "Celestia's Ballad"                 | Загадочное волшебное лекарство | Дэниел Ингрэм               | Дэниел Ингрэм               | Николь Оливер (Принцесса Селестия) | - | Селестия выражает гордость за многие достижения Искорки, и говорит ей, что настало время для нее выполнить свою судьбу.                                                            |
| 11 | "Behold, Princess Twilight Sparkle" | Загадочное волшебное лекарство | Дэниел Ингрэм               | Дэниел Ингрэм               | Хор Университета Британской Колумбии (Пони Кантерлота)                                                                                         | Хор Университета Британской Колумбии (Пони Кантерлота)                                                                                | Получив крылья от Селестии, Искорка коронована как принцесса. |
| 12 | "Life in Equestria"                 | Загадочное волшебное лекарство | Дэниел Ингрэм               | М. А. Ларсон                | Шойкет (Сумеречная Искорка) | Болл (Радуга Дэш, Эпплджек), Эванс (Рарити), Либман (Флаттершай), Чан-Кент (Пинки Пай), Уэслак (Спайк), UBC Singers (Пони Кантерлота) | Реприза "Morning in Ponyville", в которой Искорка и ее друзья радуются, что все будет хорошо не только в Понивилле, но и в Эквестрии в целом.                                      |

1В случае, если несколько персонажей предоставляют ведущий вокал, исполнители перечислены в порядке, в котором их персонажи (первыми из персонажей, если они озвучивают несколько) начинают петь.
2Пинки Пай просто кричит перед пением.

### 4 сезон (2013–14)
| #  | Название                                 | Эпизод                       | Музыка                                                           | Текст                             | Исполнитель (персонаж)1 | Бэк-вокал | Ситуация |
| -- | ---------------------------------------- | ---------------------------- | ---------------------------------------------------------------- | --------------------------------- | --- | --- | --- |
| 1  | "Hearts Strong as Horses"                | Полёт к финишу               | Дэниел Ингрэм                                                    | Эд Валентин, Дэниел Ингрэм        | Мишель Кребер (Эппл Блум, Клер Корлетт (Крошка Белль), Мадлен Питерс (Скуталу)                                                        | - | Искатели знаков отличия поют о том, что они никогда не сдаются и продолжают пытаться получить свои знаки отличия. (Это первая песня, в которой Клэр Корлетт озвучивает своего персонажа; Вокальные партии Крошки Белль были ранее исполнены Мишель Кребер. Она исполняет все песни своего персонажа с этого эпизода и далее.) |
| 2  | "Bats"                                   | Летучие мыши!                | Дэниел Ингрэм                                                    | Мерриуизер Уильямс, Дэниел Ингрэм | Эшли Болл (Эпплджек, Радуга Дэш), Андреа Либман (Флаттершай), Кадзуми Эванс (Рарити)                                                  | - | Эпплджек проклинает фруктовых летучих мышей-вампиров, которые наводнили ее сад, и хочет избавиться от них, в то время как Флаттершай не одобряет и хочет защитить их. |
| 3  | "Generosity"                             | Рарити покоряет Мэйнхеттен   | Дэниел Ингрэм                                                    | Дейв Польски, Дэниел Ингрэм       | Эванс (Рарити), Болл (Эпплджек, Радуга Дэш), Либман (Флаттершай), Шеннон Чан-Кент (Пинки Пай)                                         | - | Рарити поет о своей любви к Мэйнхэттену и о том, как она хочет быть щедрой ко всем. Позднее в этом эпизоде она стенает о том, как подвела своих друзей. |
| 4  | "Apples to the Core"                     | Пинки Эппл Пай               | Дэниел Ингрэм                                                    | Наташа Левингер, Дэниел Ингрэм    | Болл (Эпплджек), Кребер (Эппл Блум), Табита Сен-Жермен (Бабуля Смит), Чан-Кент (Пинки Пай)                                            | Питер Нью (Большой Макинтош)                                                                                     | Эплы и Пинки, которая также может быть членом их семьи, поют о том, как они счастливы быть частью семьи Эппл. |
| 5  | "Glass of Water"                         | Третий лишний                | Дэниел Ингрэм                                                    | Эд Валентин                       | Джон де Ланси (Дискорд) | Бритт Маккиллип (Принцесса Каденс), Стронг (Сумеречная Искорка)3                                                 | Чувствуя себя больным, а Искорка и Принцесса Каденс заботятся о нем, Дискорд в полной мере использует их доброту, давая им невыполнимые и бессмысленные просьбы. |
| 6  | "Pinkie the Party Planner"               | Гордость Пинки               | Дэниел Ингрэм                                                    | Эми Китинг Роджерс, Дэниел Ингрэм | Чан-Кент (Пинки Пай), Брайан Драммонд (Мистер Кэррот Пирожок), Сен-Жермен (Миссис Кап Пирожок), Шантал Стрэнд (Даймонд Тиара)         | Понивилль | Пинки поет о своем счастье организовывать вечеринки, и весь город соглашается с тем, как высоко они ее ценят. |
| 7  | "The Super Duper Party Pony"             | Гордость Пинки               | Дэниел Ингрэм                                                    | Эми Китинг Роджерс, Дэниел Ингрэм | Странный Эл Янкович (Чиз Сэндвич), Чан-Кент (Пинки Пай)                                                                               | Болл (Радуга Дэш), Либман (Флаттершай)                                                                           | Чиз Сэндвич поет о своей любви к вечеринкам и о том, что нет других вечериночных пони, таких как он; в то время как Пинки разделяет его радость поначалу, она в конечном счете чувствует себя обделенной. |
| 8  | "Pinkie's Lament"                        | Гордость Пинки               | Дэниел Ингрэм                                                    | Дэниел Ингрэм                     | Чан-Кент (Пинки Пай) | - | Пинки чувствует, что теперь, когда Чиз находится в Понивилле, кажется, что она больше не нужна. Однако, вспоминая свои любимые вечеринки, она обретает новорожденную решимость и решает вернуть себе звание лучшего планировщика вечеринок. |
| 9  | "The Goof Off"                           | Гордость Пинки               | Дэниел Ингрэм, Странный Эл Янкович, Яромир Вейвода, традиционный | Дэниел Ингрэм, Эми Китинг Роджерс | Чан-Кент (Пинки Пай)5, Янкович (Чиз Сэндвич)                                                                                          | - | Пинки и Чиз сталкиваются друг с другом в "дуракавалянии", судьей которого является Радуга Дэш. (единственное событие в серии, где исполитель участвовал в процессе написания песен. Пинки Пай тоже коротко поет на испанском, единственная песня не на английском. Мелкие детали песни адаптированы из традиционных песен.) |
| 10 | "Cheese Confesses"                       | Гордость Пинки               | Дэниел Ингрэм                                                    | Дэниел Ингрэм, Эми Китинг Роджерс | Янкович (Чиз Сэндвич), Чан-Кент (Пинки Пай)                                                                                           | - | Чиз признается, что, по правде говоря, он стал вечериночным пони благодаря Пинки, которой он стал свидетелем вечеринки, организованной в молодости. Затем песня превращается в дуэт с Пинки, когда они поют о своем счастье для обоих быть вечериночными пони. |
| 11 | "Make a Wish"                            | Гордость Пинки               | Дэниел Ингрэм                                                    | Дэниел Ингрэм                     | Чан-Кент (Пинки Пай) | - | Персонажи наконец празднуют день рождения Радуги Дэш. |
| 12 | "Music in the Treetops"                  | Ванильная пони               | Дэниел Ингрэм                                                    | Дэниел Ингрэм                     | Либман (Флаттершай) | Эванс (Рарити), Нью (Большой Макинтош), Джерика Сантос (Торч Сонг), Дэнни Болквилл (Той Таппер), Кроуфорд Доран3 | Флаттершай поет песню, счастливо заботясь о своих животных. В репризе в конце эпизода она поет с Понитоунз в качестве квинтета. |
| 13 | "Find the Music in You"                  | Ванильная пони               | Дэниел Ингрэм                                                    | Дэниел Ингрэм                     | Нью (Большой Макинтош) (первая версия) Маркус Мосли (Флаттершай) (поздние версии)                                                     | Эванс (Рарити), Джерика Сантос (Торч Сонг), Дэнни Болквилл (Той Таппер), Кроуфорд Доран3                         | Песня в исполнении группы Понитоунс несколько раз в эпизоде: - Сначала как квартет а капеллы во время репетиции с их оригинальным составом: Рарити (сопрано), Торч Сонг (меццо-сопрано), Той Таппер (тенор) и Большой Макинтош (бас). - Затем без Большого Макинтоша, которого заменяет Флаттершай; Как и в песне первого сезона "Evil Enchantress Song", Флаттершай использует волшебное растение, чтобы получить глубокий и мужской голос и заменить больного Большого Макинтоша, прячась за занавесом. - Во время монтажа изображены несколько исполнений, все еще с Флаттершай. - Финальное выступление Флаттершай как замена Большого Макинтоша; она слишком разогрета и по ошибке показывает себя аудитории. |
| 14 | "Flim Flam Miracle Curative Tonic"       | Прыжок веры                  | Дэниел Ингрэм                                                    | Джош Хабер, Дэниел Ингрэм         | Сэмюэл Винсент (Флим), Скотт Макнейл (Флэм), Ян Джеймс Корлетт (Сильвер Шилл)                                                         | Болл (Эпплджек), Нью (Большой Макинтош), Сен-Жермен (Бабуля Смит), толпа                                         | Братья Флим и Флэм представляют свое новое изобретение, Чудесный тоник Флима и Флэма, вызывающий радикально различные реакции у членов семьи Эппл. |
| 15 | "The Rappin' Hist'ry of the Wonderbolts" | Экзамен на раз, два, три!    | Уильям Андерсон                                                  | Эми Китинг Роджерс                | Либман (Пинки Пай)2 | Джим Миллер (Голденгрейп),Джейсон Тиссен (Доктор Хувз)                                                           | Все the Mane Six пробуют свой собственный метод, чтобы рассказать Радуге Дэш историю Чудомолний; Метод Пинки - это рэп песня. (Миллер и Тиссен, которые озвучивают бэк-вокалистов Пинки, являются двумя из режиссеров сериала) |
| 16 | "You'll Play Your Part"                  | Королевство Искорки. Часть 1 | Дэниел Ингрэм                                                    | Дэниел Ингрэм, Меган Маккарти     | Ребекка Шойкет (Сумеречная Искорка), Николь Оливер (Принцесса Селестия), Кадзуми Эванс (Принцесса Луна), Маккиллип (Принцесса Каденс) | - | Несмотря на признательность, Искорка чувствует, что ей еще предстоит найти свою истинную цель в качестве принцессы Эквестрии. Три другие принцессы уверяют ее, что она найдет свою роль. |
| 17 | "Let the Rainbow Remind You"             | Королевство Искорки. Часть 2 | Дэниел Ингрэм                                                    | Дэниел Ингрэм, Меган Маккарти     | Шойкет (Сумеречная Искорка), Либман (Флаттершай)                                                                                      | Болл (Радуга Дэш, Эпплджек), Чан-Кент (Пинки Пай), Эванс (Рарити)                                                | После того, как Искорка обрела свою роль Принцессы Дружбы и получила новый замок, the Mane Six поет об их единстве и магии дружбы. |

1В случае, если несколько персонажей предоставляют ведущий вокал, исполнители перечислены в порядке, в котором их персонажи (первыми из персонажей, если они озвучивают несколько) начинают петь.
2Не тот человек, который обычно озвучивает персонажа в песнях; это разговорный вокал.
3Исполнитель не изображает персонажа.
5Не тот человек, который обычно озвучивает персонажа в песнях.

### 5 сезон (2015)
| #  | Название                               | Эпизод                              | Музыка                       | Текст                                        | Исполнитель (персонаж)1                                                                                                 | Бэк-вокал                                                                              | Ситуация |
| -- | -------------------------------------- | ----------------------------------- | ---------------------------- | -------------------------------------------- | --- | -------------------------------------------------------------------------------------- | --- |
| 1  | "In Our Town"                          | Карта знаков отличия. Часть 1       | Дэниел Ингрэм                | Дэниел Ингрэм                                | Келли Шеридан (Старлайт Глиммер)                                                                                        | Городские пони                                                                         | Старлайт Глиммер и ее последователи исполняют песню, чтобы убедить the Mane Six в том, насколько совершенен их город и насколько все там равны. |
| 2  | "Make This Castle a Home"              | Замок, милый замок                  | Дэниел Ингрэм, Дэвид Корман6 | Дэниел Ингрэм, Джоанна Льюис, Кристин Сонгко | Эшли Болл (Радуга Дэш, Эпплджек), Кадзуми Эванс (Рарити), Андреа Либман (Флаттершай), Шеннон Чан-Кент (Пинки Пай)       | -                                                                                      | Остальная часть the Mane Six работает вместе, чтобы отремонтировать новый замок Искорки. |
| 3  | "I'll Fly"                             | Спасибо Танку за воспоминания       | Дэниел Ингрэм                | Дэниел Ингрэм, Синди Морроу                  | Болл (Радуга Дэш) | -                                                                                      | Отказываясь позволить зимовать своей любимой черепахе в зимнее время, Радуга Дэш тщетно пытается остановить наступление зимы. |
| 4  | "Rules of Rarity"                      | Бутик в Кантерлоте                  | Дэниел Ингрэм                | Эми Китинг Роджерс, Дэниел Ингрэм            | Эванс (Рарити) | -                                                                                      | Изначально Рарити радуется о своей новорожденном успехе в моде. Однако она приходит в отчаяние, когда понимает, что ее работа теперь сводится к тому, чтобы снова и снова шить одно и то же платье; в конце концов, она снова находит свое вдохновение. |
| 5  | "Sisterhood"                           | Братский фестиваль                  | Дэниел Ингрэм                | Дэниел Ингрэм                                | Кребер (Эппл Блум), Питер Нью (Большой Макинтош)                                                                        | -                                                                                      | Эппл Блум и Большой Макинтош поют вместе в рамках социального конкурса Сестринского фестиваля; Большой Макинтош, притворяющийся поддельной двоюродной сестрой Эппл Блум для участия, поет в фальцете.                                                   |
| 6  | "We'll Make Our Mark (Prelude)"        | В поисках утраченного знака         | Дэниел Ингрэм                | Дэниел Ингрэм, Эми Китинг Роджерс            | Мишель Кребер (Эппл Блум), Клер Корлетт (Крошка Белль), Мадлен Питерс (Скуталу)                                         | -                                                                                      | Искатели знаков отличия вновь подтверждают свою сильную волю, и что они никогда не сдаются в поисках своих знаков отличия. |
| 7  | "The Vote"                             | В поисках утраченного знака         | Дэниел Ингрэм                | Дэниел Ингрэм, Эми Китинг Роджерс            | Кребер (Эппл Блум), Корлетт (Крошка Белль), Питерс (Скуталу), Шантал Стрэнд (Даймонд Тиара), Чан-Кент (Силвер Спун)     | Школьные пони                                                                          | Поскольку школьные пони должны избрать своего нового президента, Искатели пытаются убедить школу голосовать за своего одноклассника Пипсквика, в то время как Даймонд Тиара пытается убедить их переизбрать себя.                                       |
| 8  | "The Pony I Want to Be"                | В поисках утраченного знака         | Дэниел Ингрэм                | Дэниел Ингрэм, Эми Китинг Роджерс            | Стрэнд (Даймонд Тиара)                                                                                                  | -                                                                                      | Расстроенная из за ее проигрыша на выборах, и ее лучшей подруги Силвер Спун проголосовавшей против нее, и ее гнев матери по поводу ее поражения, Даймонд Тиара показывает, что она тайно желает стать лучшей пони.                                      |
| 9  | "Light of Your Cutie Mark"             | В поисках утраченного знака         | Дэниел Ингрэм                | Дэниел Ингрэм                                | Стрэнд (Даймонд Тиара), Кребер (Эппл Блум), Корлетт (Крошка Белль), Питерс (Скуталу)                                    | -                                                                                      | Поскольку Даймонд Тиара собирается воспользоваться возможностью сменить Пипсквика на посту президента, Искатели пытаются ее отговорить. |
| 10 | "The Pony I Want to Be (Reprise)"      | В поисках утраченного знака         | Дэниел Ингрэм                | Дэниел Ингрэм                                | Стрэнд (Даймонд Тиара)                                                                                                  | -                                                                                      | Теперь исправленная Даймонд Тиара помогает своим одноклассникам ремонтировать поврежденную игровую площадку. |
| 11 | "We'll Make Our Mark"                  | В поисках утраченного знака         | Дэниел Ингрэм                | Дэниел Ингрэм, Эми Китинг Роджерс            | Стрэнд (Даймонд Тиара), Кребер (Эппл Блум), Корлетт (Крошка Белль), Питерс (Скуталу), Болл (Радуга Дэш), Эванс (Рарити) | Болл (Эпплджек)                                                                        | Наконец получив свои долгожданные знаки отличия, Искателей поздравляют их близкие и смотрят в будущее и ожидающие их приключения. |
| 12 | "Equestria, the Land I Love"           | Гвоздь программы                    | Дэниел Ингрэм                | Эми Китинг Роджерс                           | Лена Холл (Колоратура)                                                                                                  | -                                                                                      | Молодая Колоратура поет свою любовь к Эквестрии, а Эпплджек играет на гитаре. |
| 13 | "The Spectacle"                        | Гвоздь программы                    | Дэниел Ингрэм                | Эми Китинг Роджерс, Дэниел Ингрэм            | Лена Холл (Колоратура)                                                                                                  | -                                                                                      | Теперь знаменитая и едва узнаваемая Колоратура исполняет поп песню; ее бывшая подруга, Эпплджек, с трудом верит в это. |
| 14 | "The Magic Inside"                     | Гвоздь программы                    | Дэниел Ингрэм                | Эми Китинг Роджерс, Дэниел Ингрэм            | Лена Холл (Колоратура)                                                                                                  | -                                                                                      | Осознав, что она может быть самой собой как на сцене, так и в жизни, Колоратура впервые открывает себя своим поклонникам. |
| 15 | "Equestria, the Land I Love (Reprise)" | Гвоздь программы                    | Дэниел Ингрэм                | Эми Китинг Роджерс                           | Холл (Колоратура), Кребер (Эппл Блум), Корлетт (Крошка Белль), Питерс (Скуталу)                                         | -                                                                                      | Колоратура позволяет Искателям присоединиться к ней на сцене и выступает с ними. |
| 16 | "Friends Are Always There for You"     | Знак отличия: Перезагрузка. Часть 2 | Дэниел Ингрэм                | Джош Хабер, Дэниел Ингрэм                    | Шеридан (Старлайт Глиммер), Ребекка Шойкет (Сумеречная Искорка)                                                         | Болл (Радуга Дэш, Эпплджек), Чан-Кент (Пинки Пай), Эванс (Рарити), Либман (Флаттершай) | Теперь исправленная Старлайт Глиммер понимает, что даже после всех своих ошибок она все еще может найти настоящую дружбу; the Mane Six радостно принимают ее как своего нового друга.                                                                   |

1В случае, если несколько персонажей предоставляют ведущий вокал, исполнители перечислены в порядке, в котором их персонажи (первыми из персонажей, если они озвучивают несколько) начинают петь.
6Корман зачисляется только за партии гитары и мандолины.

### 6 сезон (2016)
| #  | Название                                            | Эпизод                     | Музыка        | Текст                                   | Исполнитель (персонаж)1                                                                                               | Бэк-вокал | Ситуация |
| -- | --------------------------------------------------- | -------------------------- | ------------- | --------------------------------------- | --- | --- | --- |
| 1  | "Out on My Own"                                     | Знаки отличия              | Дэниел Ингрэм | Дэниел Ингрэм, Джош Хабер, Дейв Польски | Мишель Кребер (Эппл Блум)                                                                                             | - | Поскольку Искатели знаков отличия в первый раз решают делать что-то отдельно друг от друга, у Эппл Блум возникают проблемы с одиночеством. |
| 2  | "Hearth's Warming Eve Is Here Once Again"           | День очага                 | Дэниел Ингрэм | Майкл Фогель                            | Андреа Либман (Флаттершай), Эшли Болл (Радуга Дэш, Эпплджек), Шеннон Чан-Кент (Пинки Пай), Кадзуми Эванс (Рарити)     | Граждане Понивилля | Понивилль радуется, когда они готовятся отпраздновать Канун Дня горящего очага. |
| 3  | "Say Goodbye to the Holiday"                        | День очага                 | Дэниел Ингрэм | Майкл Фогель                            | Келли Шеридан (Старлайт Глиммер/Сноуфолл Фрост)                                                                       | - | В сюжетной истории Сноуфолл Фрост (изображенная Старлайт Глиммер) замышляет исчезновение Кануна Дня горящего очага навсегда. |
| 4  | "The Seeds of the Past"                             | День очага                 | Дэниел Ингрэм | Майкл Фогель                            | Болл (Эпплджек/Дух Согревающего Очага Прошлого) (часть 1); Болл и Шеридан (Старлайт Глиммер/Сноуфолл Фрост) (часть 2) | - | Дух Согревающего Очага Прошлого (изображенный Эпплджек) посещает Фрост и путешествует с ней в прошлое, чтобы узнать, как она начала ненавидеть этот праздник. |
| 5  | "Pinkie's Present"                                  | День очага                 | Дэниел Ингрэм | Майкл Фогель                            | Чан-Кент (Пинки Пай/Дух Согревающего Очага Настоящего)                                                                | - | Дух Согревающего Очага Настоящего (изображенный Пинки) учит Фрост радости дарить и получать подарки в Канун Дня горящего очага. В песне также есть часть танца чечётки. |
| 6  | "Luna's Future"                                     | День очага                 | Дэниел Ингрэм | Дэниел Ингрэм, Майкл Фогель             | Алома Стил (Принцесса Луна/Дух Согревающего Очага Грядущего)                                                          | - | Дух Согревающего Очага Грядущего (изображенный Принцессой Луной) предупреждает Фрост о том, что если ее план заставит исчезнуть Канун Дня горящего очага, не останется любви и радости, и мир окажется во власти вендиго.                                                                            |
| 7  | "Hearth's Warming Eve Is Here Once Again (Reprise)" | День очага                 | Дэниел Ингрэм | Дэниел Ингрэм, Майкл Фогель             | Шеридан (Старлайт Глиммер)                                                                                            | Ребекка Шойкет (Сумеречная Искорка), Болл (Радуга Дэш, Эпплджек), Чан-Кент (Пинки Пай), Эванс (Рарити), Либман (Флаттершай), Кэти Уэслак (Спайк), Кребер (Эппл Блум), Клер Корлетт (Крошка Белль), Мадлен Питерс (Скуталу), Питер Нью (Большой Макинтош), Граждане Понивилля | Наконец, убедившись в важности Кануна Дня горящего очага, Старлайт отмечает этот праздник вместе с остальной частью Понивилля. |
| 8  | "I Can Do It on My Own"                             | Братишка Флаттершай        | Дэниел Ингрэм | Дэниел Ингрэм, Дэйв Рапп                | Либман (Флаттершай), Райан Бейл (Зефир Бриз), Болл (Радуга Дэш)                                                       | - | Флаттершай и Радуга Дэш побуждают Зефира Бриза обрести уверенность в себе и жить полноценной жизнью. |
| 9  | "It's Gonna Work"                                   | Добавь специй в свою жизнь | Дэниел Ингрэм | Майкл Фогель                            | Эванс (Рарити), Чан-Кент (Пинки Пай)                                                                                  | - | В то время как Рарити пытается помочь владельцу ресторана «Вкусное угощение» Кориандру Кумину улучшить его ресторан, Пинки делает то же самое со его дочерью и коллегой Сафрон Масале; к сожалению, ни один из них не понимает, что у них есть противоречивые представления о том, как его улучшить. |
| 10 | "Derby Racers"                                      | Не ставь карт впереди пони | Дэниел Ингрэм | Эд Валентин, Дэниел Ингрэм              | Болл (Радуга Дэш, Эпплджек), Эванс (Рарити), Кребер (Эппл Блум), Корлетт (Крошка Белль), Питерс (Скуталу)             | Зрители Дерби | Во время ежегодного Эпплвудского Дерби Искатели знаков отличия сожалеют о том, что попросили Радугу Дэш, Рарити и Эпплджек им помочь, поскольку они не участвуют в гонках так, как намеревался каждый; не обращая внимания на чувства младших, трио также участвует в гонке.                         |
| 11 | "A Changeling Can Change"                           | Времена меняются           | Дэниел Ингрэм | Кевин Берк, Крис Уайатт                 | Уэслак (Спайк) | - | Спайк поет, чтобы убедить пони в Кристальной Империи, что Торакс, член обычно злых оборотней, исправившийся. |
| 12 | "Find the Purpose in Your Life"                     | Виноваты знаки отличия     | Дэниел Ингрэм | Эд Валентин, Дэниел Ингрэм              | Корлетт (Крошка Белль), Питерс (Скуталу), Кребер (Эппл Блум), Эрин Мэтьюз (Габби)                                     | - | Искатели знаков отличия решают помочь грифону Габби найти ее знак отличия и цель в ее жизни. |

1В случае, если несколько персонажей предоставляют ведущий вокал, исполнители перечислены в порядке, в котором их персонажи (первыми из персонажей, если они озвучивают несколько) начинают петь.

### 7 сезон (2017)
| # | Название                               | Эпизод                 | Музыка        | Текст                         | Исполнитель (персонаж) | Бэк-вокал             | Ситуация |
| - | -------------------------------------- | ---------------------- | ------------- | ----------------------------- | --- | --------------------- | --- |
| 1 | "Best Friends Until the End of Time"   | Чаша терпения          | Дэниел Ингрэм | Джоанна Льюис, Кристин Сонгко | Ребекка Шойкет (Сумеречная Искорка), Эшли Болл (Эпплджек, Радуга Дэш), Андреа Либман (Флаттершай), Шеннон Чан-Кент (Пинки Пай), Кадзуми Эванс (Рарити) | -                     | The Mane Six празднуют свою дружбу друг с другом во время участие в головоломке. |
| 2 | "Battle for Sugar Belle"               | Сложно что-то сказать  | Дэниел Ингрэм | Дэниел Ингрэм                 | Питер Нью (Большой Макинтош) и Винсент Тонг (Фезер Бэнгс)                                                                                              | -                     | Большой Макинтош и Фезер Бэнгс конкурируют в стремлении ухаживать за Шугар Бель в музыкальной битве.                                                                                           |
| 3 | "You're in My Head Like a Catchy Song" | Идеальная пара         | Дэниел Ингрэм | Джоанна Льюис, Кристин Сонгко | Фелиция Дэй (Пеа Баттер) | -                     | Пеа Баттер поет Брайт Маку, как сильно она его любит. |
| 4 | "Flawless"                             | Обратная сторона славы | Дэниел Ингрэм | Дэниел Ингрэм, М. А. Ларсон   | Шойкет (Сумеречная Искорка), Болл (Эпплджек, Радуга Дэш), Андреа Либман (Флаттершай), Эванс (Рарити), Чан-Кент (Пинки Пай)                             | -                     | После того, как собравшаяся толпа за пределами замка Искорки расстроена уроками дружбы в своем дневнике, Искорка и ее друзья поют о том, как они остаются друзьями, несмотря на свои проблемы. |
| 5 | "Blank Flanks Forever"                 | Знаки отличия и игры   | Дэниел Ингрэм | Мэй Чан, Дэниел Ингрэм        | Тонг (Рамбл) | Хор (другие жеребята) | Рамбл поет о том, как он ненавидит знаки отличия, потому что он думает, что они ограничивают пони в том, что они могут сделать после получения что-то одно.                                    |

### 8 сезон (2018)
| # | Название                      | Эпизод                     | Музыка        | Текст                            | Исполнитель (персонаж) | Бэк-вокал                          | Ситуация |
| - | ----------------------------- | -------------------------- | ------------- | -------------------------------- | --- | ---------------------------------- | --- |
| 1 | "School of Friendship"        | Школьные сюрпризы. Часть 1 | Дэниел Ингрэм | Майкл Фогель                     | Ребекка Шойкет (Сумеречная Искорка), Эшли Болл (Эпплджек, Радуга Дэш), Андреа Либман (Флаттершай), Шеннон Чан-Кент (Пинки Пай), Кадзуми Эванс (Рарити) и ансамбль (хор)                                                     | -                                  | The Mane Six открывают школу, чтобы учить других пони и существ дружбе. Однако друзья Искорки теряют уверенность в себе как учителя, так как она заставляет их учить «по книге», что теряет интерес их учеников. |
| 2 | "Friendship Always Wins"      | Школьные сюрпризы. Часть 2 | Дэниел Ингрэм | Дэниел Ингрэм, Николь Дюбок      | Шойкет (Сумеречная Искорка), Девин Далтон (Оселлус), Гэвин Ланджело (Галлус), Эванс (Рарити), Болл (Эпплджек, Радуга Дэш), Либман (Флаттершай), Чан-Кент (Пинки Пай), Кэти Уэслак (Спайк), Келли Шеридан (Старлайт Глиммер) | -                                  | Школа Дружбы открыта и работает так, как на самом деле ее представляют the Mane Six, объединяя другие виды в гармонии.                                                                                           |
| 3 | "Your Heart is in Two Places" | Ни рыба, ни мясо           | Дэниел Ингрэм | Брайан Холфельд                  | Мишель Кребер (Эппл Блум), Клер Корлетт (Крошка Белль), Ариэль Тули (Скуталу) | -                                  | Скуталу и Крошка Белль имеют разные мнения о том, где Террамар должен жить. |
| 4 | "Friendship U"                | Университет дружбы         | Дэниел Ингрэм | Кевин Берк, Крис Уайатт          | Сэмюэл Винсент (Флим), Скотт Макнейл (Флэм), Тара Стронг (Сумеречная Искорка) | Хор (студенты Университета дружбы) | Флим и Флам рекламируют достоинства своего университета. |
| 5 | "We're Friendship Bound"      | Дорога к дружбе            | Дэниел Ингрэм | Джош Хабер                       | Шеридан (Старлайт Глиммер) и Кэтлин Барр (Трикси) | -                                  | Старлайт Глиммер и Трикси отправляются в путешествие в Вьючную Аравию. |
| 6 | "A Kirin Tale"                | Звуки тишины               | Дэниел Ингрэм | Джим Миллер, Николь Николь Дюбок | Блум, Рейчел (Отом Блейз) | -                                  | Отом Блейз поет о образе жизни Кирин, почему ее вид замолчал и что заставило ее жить самостоятельно. |
| 7 | "Just Can't Be a Dragon Here" | Папа-дракон лучше знает    | Дэниел Ингрэм | Дэниел Ингрэм, Джош Хабер        | Дэйв Петтитт (Сладж) | -                                  | Сладж учит Спайка, как жить, как дракон, выросший на Землях Дракона. |

### 9 сезон (2019)
| # | Название                        | Эпизод                    | Музыка        | Текст                          | Исполнитель (персонаж) | Бэк-вокал   | Ситуация |
| - | ------------------------------- | ------------------------- | ------------- | ------------------------------ | --- | ----------- | --- |
| 1 | "The Place Where We Belong"     | Вырвано с корнем          | Дэниел Ингрэм | Николь Дюбок                   | Лорен Джексон (Сильвер Стрим), Шеннон Чан-Кент (Смолдер), Девин Далтон (Оселлус), Винсент Тонг (Сэндбар), Гэвин Ланджело (Галлус), и Катрина Солсбери (Йона)           | -           | Молодая шестёрка работает вместе, чтобы построить дом на дереве в честь Древа Гармонии.                                                     |
| 2 | "Fit Right In"                  | Она такой як              | Дэниел Ингрэм | Брайан Холфельд, Дэниел Ингрэм | Эванс (Рарити) и Солсбери (Йона) (часть 1); Кадзуми Эванс (Рарити), Солсбери (Йона), Андреа Либман (Пинки Пай, Флаттершай), Эшли Болл (Эпплджек, Радуга Дэш) (часть 2) | -           | Рарити помогает Йоне подготовиться к Балу дружбы; видя ее успехи, the Mane Six верит, что она легко вписывается в мероприятие.              |
| 3 | "Better Way to Be Bad"          | Друзья-враги              | Дэниел Ингрэм | Майкл Фогель                   | Сунни Вестбрук (Коузи Глоу), Марк Эчесон (Лорд Тирек), и Кэтлин Барр (Королева Кризалис)                                                                               | -           | Коузи Глоу убеждает Лорда Тирека и Королеву Кризалис в песне объединить усилия, чтобы они могли отомстить за себя the Mane Six.             |
| 4 | "Lotta Little Things"           | Между закатом и рассветом | Дэниел Ингрэм | Гейл Симоне, Николь Дюбок      | Николь Оливер (Принцесса Селестия) и Алома Стил (Принцесса Луна) | -           | Селестия и Луна отправляются отдыхать вместе, но начинают нервировать друг друга из-за различий в их предпочтений деятельности.             |
| 5 | "The Last Laugh"                | Потерянный смех           | Дэниел Ингрэм | Майкл П. Фокс и Уил Фокс       | Странный Эл Янкович (Чиз Сэндвич), Либман (Пинки Пай), и хор (рабочие фабрики)                                                                                         | -           | Чиз Сэндвич вновь открывает его любовь к тому, чтобы пони смеялись над его шутками и шуточным реквизитом лично, а не делать и продавать их. |
| 6 | "Being Big is All It Takes"     | Легко ли быть взрослым    | Дэниел Ингрэм | Эд Валентин                    | Мишель Кребер (Эппл Блум), Ариэль Тули (Скуталу), и Клер Корлетт (Крошка Белль)                                                                                        | -           | Искатели знаков отличия поют о том, что они могут или могли бы сделать как взрослые.                                                        |
| 7 | "The Magic of Friendship Grows" | Последний урок            | Дэниел Ингрэм | Дэниел Ингрэм, Джош Хабер      | Ребекка Шойкет (Сумеречная Искорка), Шеннон Чан-Кент (Пинки Пай), Либман (Флаттершай), Болл (Радуга Дэш, Эпплджек), Эванс (Рарити)                                     | Толпа (хор) | The Mane Six поют Ластер Дон о том, как их дружба улучшила их жизнь за эти годы.                                                            |

## Фильм

### My Little Pony в кино(2017)
| # | Название                  | Музыка                                                                                       | Текст                                                                                        | Исполнитель (персонаж)1 | Бэк-вокал | Ситуация |
| - | ------------------------- | -------------------------------------------------------------------------------------------- | -------------------------------------------------------------------------------------------- | --- | --- | --- |
| 1 | "We Got the Beat"         | Шарлотта Каффи                                                                               | Шарлотта Каффи                                                                               | Рэйчел Платтен3 | - | Вступительная последовательность. (основано на одноименной песне The Go-Go's) |
| 2 | "We Got This Together"    | Дэниел Ингрэм                                                                                | Майкл Фогель, Дэниел Ингрэм                                                                  | Эшли Болл (Эпплджек, Радуга Дэш), Кадзуми Эванс (Рарити), Андреа Либман (Флаттершай), Шеннон Чан-Кент (Пинки Пай), Шойкет (Сумеречная Искорка) | Табита Сен-Жермен (Бабуля Смит), Мишель Кребер (Эппл Блум), Питер Нью (Большой Макинтош), Кэти Уэслак (Спайк), Пони Кантерлота                                                             | Сумеречная Искорка стремится сделать первый Фестиваль Дружбы в Эквестрии идеальным для всех, поэтому ее друзья уверяют ее, что у них есть все необходимое для выполнения работы. |
| 3 | "I'm the Friend You Need" | Дэниел Ингрэм                                                                                | Майкл Фогель, Дэниел Ингрэм                                                                  | Тэй Диггз (Хитрый Хвост) | Сэмюэл Винсент (Гражданин Клуджтауна), Сэмюэл Винсент (Гражданин Клуджтауна), Болл (Радуга Дэш, Эпплджек), Чан-Кент (Пинки Пай), Либман (Флаттершай), Эванс (Рарити), Сен-Жермен (Рарити)2 | Мошенник Хитрый Хвост представляет себя the Mane Six как надежного друга, который ведет их через Клуджтаун, тайно замышляя продать их, чтобы погасить долг. |
| 4 | "Time to Be Awesome"      | Дэниел Ингрэм                                                                                | Майкл Фогель, Дэниел Ингрэм                                                                  | Болл (Радуга Дэш), Зои Салдана (Капитан Гарпия)                                                                                                | Болл (Эпплджек), Чан-Кент (Пинки Пай), Либман (Флаттершай), Уэслак (Спайк), Марк Оливер (Маллет), Николь Оливер (Ликс Сплиттл), Макс Мартини (Бойл)                                        | Обнаружив, что Капитан Гарпия и её команда доставки когда-то были гордыми пиратами, Радуга Дэш и компания убеждают измученных моряков отказаться от своего рабства перед Королем Штормом и возобновить захватывающую приключенческую жизнь; в конце Радуга Дэш в самый разгарный момент исполняет Звуковую Радугу, которая позволяет преследующей Бури отследить их. |
| 5 | "One Small Thing"         | Дэниел Ингрэм                                                                                | Майкл Фогель, Дэниел Ингрэм                                                                  | Чан-Кент (Пинки Пай), Кристин Ченовет, (Принцесса Небесная Звезда)                                                                             | Либман (Флаттершай), Эванс (Рарити), Болл (Эпплджек, Радуга Дэш), Морские пони | Пинки Пай и компания играют с угнетенной принцессой Небесной Звездой, чтобы подбодрить ее, и в конечном итоге вдохновляют Морских пони, чтобы предложить the Mane Six свою ценную волшебную жемчужину, чтобы победить Короля Шторма; Искорка, действующая отдельно от своих друзей, пытаются использовать вечеринку как отвлечение, чтобы взять себе жемчужину.      |
| 6 | "Open Up Your Eyes"       | Дэниел Ингрэм                                                                                | Майкл Фогель, Меган Маккарти, Дэниел Ингрэм                                                  | Эмили Блант (Буря) | - | После того, как она, наконец, захватила несчастную Искорку, Буря рассказывает о том, как разочаровалась в идеалах дружбы, в тот день, когда потеряла рог и друзей когда была кобылкой, что убедило ее, что ей лучше быть одной. |
| 7 | "Rainbow"                 | Сиа Ферлер, Джесси Шаткин, Джеймс Винсент Ноторлева                                          | Сиа Ферлер, Джесси Шаткин, Джеймс Винсент Ноторлева                                          | Сия (Серенада Трель) | - | Серенада Трель поет часть песни, находясь в заключении охранников Короля Шторма. Она исполняет больше этой песни на Фестивале Дружбы в честь the Mane Six за спасение Эквестрии; остаток исполнятся в начале конечных титрах. |
| 8 | "Off to See the World"    | Лукас Фокамер, Кристофер Браун, Мортен Йенсен, Стефан Форест, Мортен Пайлгаард, Дэвид Лабрел | Лукас Фокамер, Кристофер Браун, Мортен Йенсен, Стефан Форест, Мортен Пайлгаард, Дэвид Лабрел | Lukas Graham3 | - | Окончание титров. |

1В случае, если несколько персонажей предоставляют ведущий вокал, исполнители перечислены в порядке, в котором их персонажи (первыми из персонажей, если они озвучивают несколько) начинают петь.
2Не тот человек, который обычно озвучивает персонажа в песнях; это разговорный вокал.
3Исполнитель не изображает персонажа.

## Специальные серии

### Лучший подарок на свете(2018)
| # | Название                   | Музыка        | Текст                       | Исполнитель (персонаж) | Бэк-вокал                                                                                               | Ситуация |
| - | -------------------------- | ------------- | --------------------------- | --- | --- | --- |
| 1 | "One More Day"             | Дэниел Ингрэм | Майкл Фогель, Дэниел Ингрэм | Ребекка Шойкет (Сумеречная Искорка), Андреа Либман (Флаттершай), Эшли Болл (Эпплджек, Радуга Дэш), Кадзуми Эванс (Рарити), Шеннон Чан-Кент (Пинки Пай), Кэти Уэслак (Спайк), и хор | - | Жители Понивилля готовятся к Кануну Дня горящего очага. |
| 2 | "The True Gift of Gifting" | Дэниел Ингрэм | Майкл Фогель, Дэниел Ингрэм | Уэслак (Спайк) (часть 1); Шойкет (Сумеречная Искорка) (часть 2) | Либман (Флаттершай), Болл (Эпплджек, Радуга Дэш), Эванс (Рарити), Чан-Кент (Пинки Пай), и хор (часть 2) | Первая часть спета Спайком, когда он признается Рарити, что подарок, который он ей дал, был единственным, который он мог дать. Вторая часть в исполнении Сумеречной Искорки и друзей, когда они понимают, что дружба - лучший подарок для всех. |

### Радужное путешествие(2019)
| # | Название                 | Музыка        | Текст                       | Исполнитель (персонаж) | Бэк-вокал                 | Ситуация |
| - | ------------------------ | ------------- | --------------------------- | --- | ------------------------- | --- |
| 1 | "Rainbow Roadtrip"       | Дэниел Ингрэм | Дэниел Ингрэм               | Шайло Шэрити3 | -                         | Вступительная последовательность и конечные титры.                                                                        |
| 2 | "The End of the Rainbow" | Дэниел Ингрэм | Николь Дюбок, Дэниел Ингрэм | Иен Хэнлин (Санни Скайс) | -                         | Мэр Санни Скайс поет о городе Лощина Надежды во время своего расцвета, бывшего Радужного фестиваля и последующего упадка. |
| 3 | "Living in Color"        | Дэниел Ингрэм | Николь Дюбок, Дэниел Ингрэм | Ребекка Шойкет (Сумеречная Искорка), Эшли Болл (Эпплджек, Радуга Дэш), Кадзуми Эванс (Рарити), Андреа Либман (Флаттершай), Шеннон Чан-Кент (Пинки Пай), Ракель Бельмонте (Кефаффл), Терри Классен (Муди Рут), и Вина Суд (Мисс Хуфингтон) | Хор (пони Лощины Надежды) | Вместе с the Mane Six, пони Лощины Надежды снова отмечают Радужный фестиваль, и цвета возвращаются в город.               |

3Исполнитель не изображает персонажа.

## Другие песни
| # | Название              | Музыка                                                                    | Текст                        | Исполнитель (персонаж)                                                                          | Бэк-вокал | Ситуация |
| - | --------------------- | ------------------------------------------------------------------------- | ---------------------------- | ----------------------------------------------------------------------------------------------- | --------- | --- |
| 1 | "Friendship Is Magic" | Дэниел Ингрэм; Анна Брайант и Клиффорд «Форд» Клиндер (оригинальная тема) | Лорен Фауст                  | Эшли Болл (Радуга Дэш, Эпплджек), Андреа Либман (Пинки Пай, Флаттершай), Кадзуми Эванс (Рарити) | -         | Вступительная тема исполняется в начале каждого эпизода и в конце титров (инструментально) большинства эпизодов.                              |
| 2 | "Equestria"           | Дэниел Ингрэм                                                             | Даниэль Ингрэм, Майкл Фогель | Хор                                                                                             | -         | Оригинальная вступительная песня для My Little Pony в кино; она была заменена на кавер-песню Рэйчел Платтен "We Got the Beat" от The Go-Go’s. |

## Дискография

### Альбомы саундтреков
| Название                                                                           | Подробности                                                                                 | Вершина позиции в чартах | Вершина позиции в чартах |
| Название                                                                           | Подробности                                                                                 | US Soundtracks           | US Kids                  |
| ---------------------------------------------------------------------------------- | ------------------------------------------------------------------------------------------- | ------------------------ | ------------------------ |
| My Little Pony - Songs of Friendship and Magic (Music from the Original TV Series) | - Выпущен: 2 декабря 2013 - Лэйбл: Hasbro Studios - Форматы: digital download, streaming    | —                        | —                        |
| My Little Pony - Songs of Ponyville (Music from the Original TV Series)            | - Выпущен: 21 апреля 2014 - Лэйбл: Hasbro Studios - Форматы: digital download, streaming    | 20                       | 9                        |
| My Little Pony: Friendship is Magic Songs of Harmony                               | - Выпущен: 13 апреля 2015 - Лэйбл: Hasbro Studios, Pony Records - Форматы: digital download | 22                       | —                        |
| Friendship is Magic: Pinkie Pie's Party Playlist                                   | - Выпущен: 15 июля 2016 - Лэйбл: Legacy Recordings - Форматы: digital download, streaming   | —                        | 21                       |
| My Little Pony: The Movie (Original Motion Picture Soundtrack)                     | - Выпущен: 22 сентября 2017 - Лэйбл: RCA Records - Форматы: CD, digital download, streaming | 18                       | 6                        |

### Альбомы сборников
| Название                                                               | Подробности                                                                                                  |
| ---------------------------------------------------------------------- | --- |
| My Little Pony: Friendship Is Magic - Magical Friendship Tour          | - Выпущен: 16 сентября 2014(Hot Topic) - Лэйбл: Hasbro Studios, Soundlab9 - Форматы: Vinyl                   |
| DJ PON-3 Presents My Little Pony Friendship is Magic Remixed           | - Выпущен: 2 июня 2015 - Лэйбл: Hasbro Studios, Lakeshore Records - Форматы: CD, digital download, streaming |
| My Little Pony - Friendship is Magic Collection                        | - Выпущен: 22 апреля 2016 - Лэйбл: Hasbro Studios - Форматы: digital download                                |
| My Little Pony: Friendship is Magic - Explore Equestria: Greatest Hits | - Выпущен: 25 ноября 2016 - Лэйбл: Hasbro Studios, Sony Music Entertainment - Форматы: Vinyl                 |
| My Little Pony: Friendship is Magic (Exclusive Pink Vinyl)             | - Выпущен: 16 ноября 2018 - Лэйбл: Hasbro Studios - Форматы: Vinyl                                           |